# Idiocera acifurca
Idiocera acifurca är en tvåvingeart som först beskrevs av Alexander 1955.  Idiocera acifurca ingår i släktet Idiocera och familjen småharkrankar. Inga underarter finns listade i Catalogue of Life.